# 사회에의 위협
사회에의 위협(Menace II Society)은 미국에서 제작된 알렌 휴즈 감독의 1993년 범죄, 드라마, 액션 영화이다. 타이린 터너 등이 주연으로 출연하였고 다린 스콧 등이 제작에 참여하였다.

## 출연

### 주연
- 타이린 터너
- 제이다 핀켓 스미스
- 라렌즈 테이트
- 아놀드 존슨
- 맥 에이트
- 마릴린 콜먼
- 본트 스위트
- 클리프톤 파웰
- 글렌 플러머
- 빌 듀크

### 조연
- 푸 맨
- 줄리언 로이 도스터

## 제작진
- 공동제작: 알버트 휴즈
- 공동제작: 알렌 휴즈
- 공동제작: 타이거 윌리엄스
- 라인프로듀서: 마이클 베넷
- 미술: 페니 바렛
- 의상: 실비아 베가 바스퀘즈
- 배역: 토니 리